# Fraunhofer-Institut für Energiewirtschaft und Energiesystemtechnik
Das Fraunhofer-Institut für Energiewirtschaft und Energiesystemtechnik (IEE) ist eine Forschungseinrichtung der Fraunhofer-Gesellschaft. Das Institut hat seinen Sitz in Kassel in Nordhessen. Das Fraunhofer IEE forscht für die Transformation der Energiesysteme und entwickelt Lösungen für technische und wirtschaftliche Herausforderungen, um die Kosten für die Nutzung erneuerbarer Energien weiter zu senken, die Versorgung trotz volatiler Erzeugung zu sichern, die Netzstabilität auf hohem Niveau zu gewährleisten und die Energiewende zu einem wirtschaftlichen Erfolg zu führen.

## Geschichte
Das Land Hessen gründete 1988 auf Initiative von Werner Kleinkauf das Institut für Solare Energieversorgungstechnik ISET als eigenständiges An-Institut der Universität Kassel. Schwerpunkt war die Forschung für die Systemtechnik zur Nutzung erneuerbarer Energien.
Aus dem Institut für Solare Energieversorgungstechnik ISET unter der Leitung von Jürgen Schmid sowie dem ehemaligen Fraunhofer-Center für Windenergie und Meerestechnik in Bremerhaven gründete sich 2009 das Fraunhofer-Institut für Windenergie und Energiesystemtechnik IWES mit den Institutsteilen Windenergie (Nordwest) und Energiesystemtechnik (Kassel).
Das heutige Fraunhofer-Institut für Energiewirtschaft und Energiesystemtechnik IEE ist im Jahr 2018 aus dem Institutsteil Energiesystemtechnik des Fraunhofer IWES hervorgegangen. Das Fraunhofer IWES war seit dessen Gründung auf knapp 600 Mitarbeitende in 2018 gewachsen. Beide Institutsteile hatten in ihrer strategischen Ausrichtung erfolgreich weitgehend unabhängige Profile entwickelt. Daher führt die Fraunhofer-Gesellschaft die ehemaligen Institutsteile seit Januar 2018 als eigenständige Institute.

## Forschungsschwerpunkte
Die Forschungsschwerpunkte aggregieren die notwendigen Fähigkeiten zur Realisierung der Geschäftsbereiche. Sie umfassen sowohl die Kompetenzen und Erfahrungen der Wissenschaftler, deren Ausrüstung mit Laboren und Testeinrichtungen, ihre Vernetzung in der wissenschaftlichen Gemeinschaft sowie Patente und andere geistige Eigentumsrechte. Das Fraunhofer IEE hat folgende Forschungsschwerpunkte:
- Energieinformatik
- Energiemeteorologie und Geoinformationssysteme
- Energiewirtschaft und Systemanalyse
- Energieverfahrenstechnik und -speicher
- Netzplanung und Netzbetrieb
- Netzstabilität und Stromrichtertechnik
- Thermische Energietechnik

## Anwendungsfelder
In den Anwendungsfeldern bündeln die Geschäftsfelder des Fraunhofer IEE Leistungen, Kompetenzen und Angebote, um den Transfer und die Skalierung wissenschaftlicher Erkenntnisse und Innovationen in Wirtschaft, Industrie und Gesellschaft effektiv und zielgerichtet zu gestalten.
- Energieprognosen
- Energienetze
- Energiewirtschaft
- Energiesystemtechnik

## Geschäftsfelder
Unternehmen aus den Branchen Energieversorgung, Netzbetrieb, Energieelektronik, Energieinformatik, Windenergie, Photovoltaik, Bioenergie und Investment sind Kunden, denen ein Portfolio von Leistungen, Know-how und Produkten geboten wird. Diese Angebote richten sich an Kunden und Partnern aus Politik und Wirtschaft. Das Fraunhofer IEE hat folgende Geschäftsfelder:
- Energiewirtschaftliche Analysen und Beratung
- Energiemeteorologische Informationssysteme
- Digitales Portfoliomanagement
- Netzplanung und Netzbetrieb
- Leistungselektronik und elektrische Antriebssysteme
- Hardware-in-the-loop Systeme
- Anlagentechnik
- Mess- und Prüfdienstleistungen
- LiDAR-Windmessungen

## Kooperationen
Das Fraunhofer IEE arbeitet intensiv mit verschiedenen Hochschulen insbesondere den Universitäten in Kassel, Hannover, Darmstadt sowie den Hochschulen in Hannover und Bonn-Rhein-Sieg zusammen. Innerhalb der Fraunhofer-Gesellschaft werden ergänzende Kompetenzen und Erfahrungen der Partnerinstitute insbesondere über die Fraunhofer-Allianz Energie und die Fraunhofer-Netzwerke Windenergie sowie intelligente Energienetze erschlossen. Das Hessische Biogas-Forschungszentrum auf dem Landwirtschaftszentrum Eichhof in Bad Hersfeld wird gemeinsam mit dem Landesbetrieb Landwirtschaft Hessen und dem Landesbetrieb Hessisches Landeslabor betrieben.
Auf nationaler und internationaler Ebene arbeitet das Fraunhofer-IEE mit diversen öffentlichen und industriellen Forschungseinrichtungen zusammen. Die Anwendungsnähe des Fraunhofer IEE dokumentiert sich u. a. in Projektkooperationen mit der Industrie und direkten Aufträgen von Unternehmen. Zusammen mit anderen außeruniversitären deutschen Forschungsinstituten hat sich das Fraunhofer IEE im Forschungs-Verbund Erneuerbare Energien FVEE zusammengeschlossen. Auf Initiative des Fraunhofer IEE haben europäische Labore und Forschungsinstitute im Bereich der dezentralen Energiequellen das Netzwerk DERlab gegründet. Das Fraunhofer IEE ist Mitglied der European Energy Research Alliance EERA, der Vereinigung europäischer öffentlicher Forschungszentren und Universitäten.
Die Forschungsergebnisse fließen über die Mitarbeit von Wissenschaftlern des Instituts in nationalen und internationalen Gremien wie DKE, CENELEC und IEC in die Standardisierung und Normung ein. Als fachlicher Berater bringt sich das Fraunhofer IEE auch in politische und wirtschaftliche Rahmenbedingungen ein. Beispielsweise in die Gestaltung des Erneuerbare-Energien-Gesetzes, die Erschließung der Offshore-Windenergienutzung und die Entwicklung zukünftiger Energieversorgungsstrukturen.

## Infrastruktur
Das Fraunhofer IEE beschäftigt rund 450 Wissenschaftler, Angestellte und Studenten. Es erwirtschaftet rund 24 Millionen Euro pro Jahr.

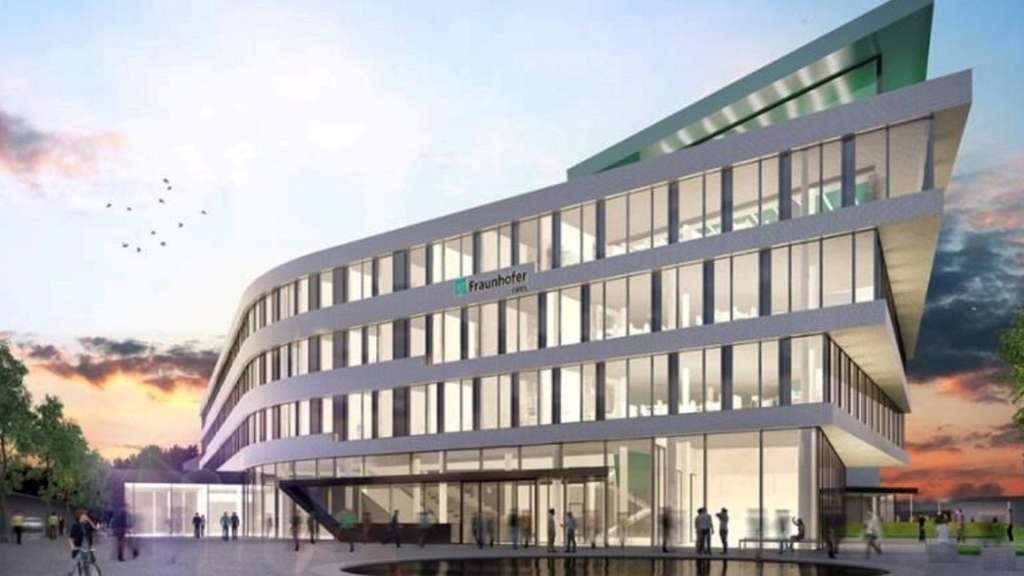
Rendering des Neubaus des IEE am Hauptbahnhof in Kassel

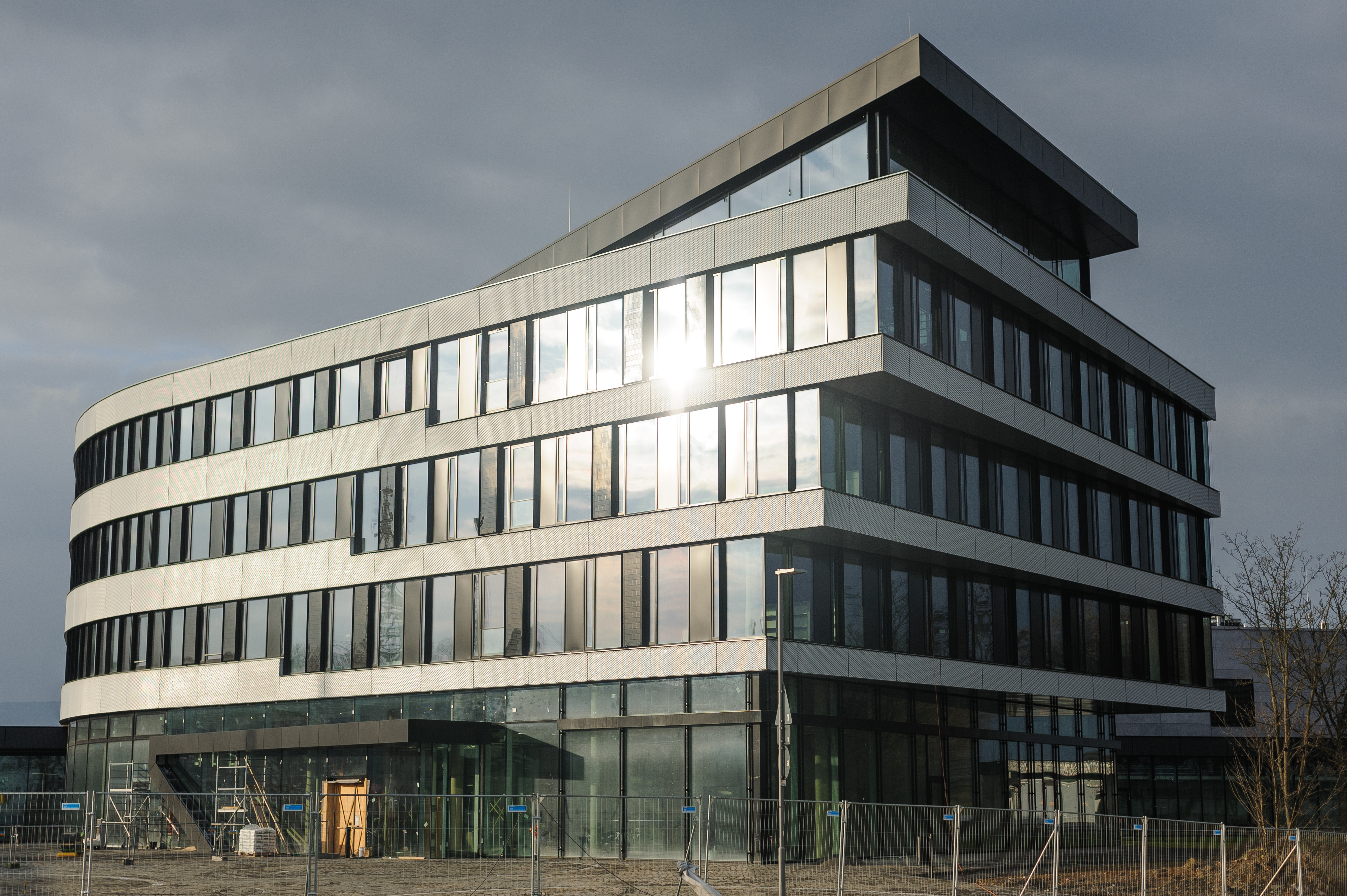
Der Neubau des Fraunhofer IEE in Kassel kurz vor Fertigstellung (16. Januar 2022)

Das Fraunhofer IEE hat einen neuen Standort in unmittelbarer Nähe zum Kasseler Hauptbahnhof, wo alle bisherigen Standorte des Institutes vereint wurden. In dem viergeschossigen Bau mit einer Nutzfläche von etwa 7.600 Quadratmetern sind neben Büros und Seminarräumen ein großes Technikum und mehrere Fachlabore entstanden. Ein zweiter Bauabschnitt befindet sich in Planung.